# Teresa Mattei
 (mars 2025).
Si vous disposez d'ouvrages ou d'articles de référence ou si vous connaissez des sites web de qualité traitant du thème abordé ici, merci de compléter l'article en donnant les références utiles à sa vérifiabilité et en les liant à la section « Notes et références ».
Teresa Mattei, née à Gênes le 1er février 1921 et morte à Lari le 12 mars 2013, est une militante italienne des droits de l'enfance, féministe, résistante et membre de la commission parlementaire qui rédige la Constitution de la République italienne. Elle est la mère de l'écrivain Gianfranco Sanguinetti.

## Biographie
Teresa Mattei rejoint le Parti communiste italien en 1942 et obtient une licence en philosophie à l'université de Florence en 1944. Cette même année, son frère Gianfranco choisit de se suicider dans la prison romaine de Tasso plutôt que de céder à la torture, évitant ainsi de révéler les noms de ses camarades résistants.
De son côté, Teresa participe activement à la lutte contre le fascisme, en particulier dans les groupes clandestins qui opèrent à Florence comme le Front de la jeunesse, où sous le nom de guerre de « Chicchi », elle atteint le grade de commandante de compagnie. C'est là qu'elle connaît son futur époux, Bruno Sanguinetti, un jeune juif fils du magnat de l'industrie alimentaire (groupe Arrigoni). Elle épouse Bruno après la guerre.
Bruno et Teresa sont les organisateurs de l'attentat mortel du 15 avril 1944 contre Giovanni Gentile, connu comme le « philosophe du fascisme », qui avait donné des cours à Teresa à la faculté. Étant donné que Gentile n'était pas un combattant, ni une autorité exécutive, sa mort suscite la controverse. Teresa Mattei a toujours soutenu que l'attentat avait le feu vert du PCI et que l'assassinat de Gentile était justifié car il avait été ministre de l'Éducation sous Mussolini et qu'il était la personne ayant le plus de responsabilité dans la culture fasciste.
Après la guerre, Teresa Mattei devient la plus jeune députée de l'Assemblée constituante, faisant par ailleurs partie des 21 premières femmes élues membres d'une assemblée parlementaire en Italie. Elle exerce le rôle de secrétaire du cabinet présidentiel. Elle fait aussi partie de la « Commission des 75 » chargée de rédiger le projet de nouvelle constitution. En tant que dirigeante de l'Union des femmes italiennes, elle est avec Teresa Noce et Rita Montagnana, responsable du choix du mimosa comme symbole du Journée internationale des femmes. C'est de là que surgit la coutume d'offrir aux femmes un bouquet de mimosas le 8 mars de chaque année.
Son mari Bruno décède en 1950. Teresa se remarie en 1955. Cette même année, elle s'oppose à la politique de Togliatti et renonce à se présenter aux élections. Elle est expulsée du PCI.
Son expulsion du Parti communiste ne l'empêche pas de continuer sa lutte pour l'égalité des femmes et pour les droits de l'enfance en fondant diverses associations. 
En 2005, le président de la République Carlo Azeglio Ciampi lui décerne la grand-croix de l'ordre du Mérite de la République italienne, une des décorations civiles les plus prestigieuses en Italie.
Teresa Mattei meurt le 12 mars 2013 à Lari, âgée de 92 ans. 